# Anne Kjersti Kalvå
Anne Kjersti Kalvå (Lundamo, 5 de junio de 1992) es una deportista noruega que compite en esquí de fondo. Ganó tres medallas en el Campeonato Mundial de Esquí Nórdico de 2023, oro en el relevo y plata en velocidad por equipo y 30 km.

## Palmarés internacional
| Campeonato Mundial | Campeonato Mundial  | Campeonato Mundial | Campeonato Mundial   |
| Año                | Lugar               | Medalla            | Prueba               |
| ------------------ | ------------------- | ------------------ | -------------------- |
| 2023               | Planica (Eslovenia) | Medalla de oro     | Relevo 4 × 5 km      |
| 2023               | Planica (Eslovenia) | Medalla de plata   | Velocidad por equipo |
| 2023               | Planica (Eslovenia) | Medalla de plata   | 30 km                |